# 半田市立有脇小学校
半田市立有脇小学校（はんだしりつ ありわきしょうがっこう）は、愛知県半田市有脇町にある公立小学校。

## 概要
- 緑ケ丘1-13丁目、上定光町、石塚町、稲穂町、有脇町、東大矢知町3丁目、西生見町、中生見町、東生見町であり、公立中学校の進学先は半田市立亀崎中学校である[1]。

## 沿革
- 1873年（明治6年）9月 - 藤江村に藤江村・有脇村・生路村の3ヶ村組合立の第23小学反強学校が開校する。
- 1876年（明治9年）8月 -
  - 藤江村と有脇村が合併して広田村となる。
  - 有脇村が反強学校から離脱。有脇学校が開校する。
- 1882年（明治15年） - 広田村が藤江村と有脇村に分立する。
- 1887年（明治20年）5月 - 尋常小学藤江学校に統合され、廃校。
- 1889年（明治22年）10月1日 - 町村制により、有脇村が発足する。
- 1892年（明治25年） - 有脇尋常小学校として藤江尋常小学校から分立する。
- 1906年（明治39年）5月1日 - 亀崎町、乙川村、有脇村が合併し、亀崎町が発足する。
- 1937年（昭和12年）10月1日 - 半田町、成岩町、亀崎町が合併し、半田市となる。
- 1941年（昭和16年）4月1日 - 有脇国民学校に改称する。
- 1947年（昭和22年）4月1日 - 半田市立有脇小学校に改称する。

## 交通アクセス
- 知多バス半田北部線「日本福祉大学」バス停より徒歩約15分。
- 半田市地区路線バスごんくる、亀崎・有脇線（亀有バス）「日本福祉大学半田キャンパス」バス停より徒歩約15分。

## 著名な出身者
- 石川昂弥（プロ野球選手）

## 周辺施設
- 日本福祉大学
- 愛知県立半田東高等学校
- かみや美術館